# Haukadalur
Haukadalur je údolí s termálními prameny na Islandu. Náleží k obci Bláskógabyggð v Jižním regionu.
Oblast je součástí islandské horké skvrny. Leží na úpatí ryolitového dómu Laugarfjall a geotermální jevy zde působí již asi deset tisíc let. Lidé je poprvé popsali po velkém zemětřesení v roce 1294, které aktivovalo gejzíry. V regionu stále dochází k menším otřesům půdy, poslední byl zaznamenán v červnu 2000. Nacházejí se zde gejzíry Geysir a Strokkur a horký minerální pramen Blesi, který se vyznačuje sytě morou barvou. Údolím protéká řeka Beiná.
Název lokality znamená „jestřábí údolí“. Pocházel odsud klan Haukdælir, který patřil k nejmocnějším rodům středověkého Islandu. S místem je také spojena legenda o trollovi jménem Bergþór a jeho pokladu. Chrám Haukadalskirkja byl od dvanáctého století centrem islandské vzdělanosti, kde působil mj. kronikář Ari Þorgilsson. Na jeho místě stojí dřevěný kostel z roku 1843. Na návštěvu dánského krále Kristiána IX. v roce 1874 upomíná místo Konungssteinar (Královy kameny), odkud pozoroval gejzíry. Koncem devatenáctého století odkoupil údolí od původních majitelů irský milionář James Craig a začal zde vybírat vstupné. Pak se stal majitelem ředitel islandského tabákového monopolu Sigurður Jónasson, který pozemky v roce 1935 věnoval státu. V polovině dvacátého století byl vysázen les Haukadalsskógur, v němž dominuje smrk sitka.
Haukadalur je součástí turistické trasy Gullni hringurinn (Zlatý kruh). V blízkosti se nacházejí další atrakce jako Zlatý vodopád nebo jezero Laugarvatn.